# Aliatge calefactor

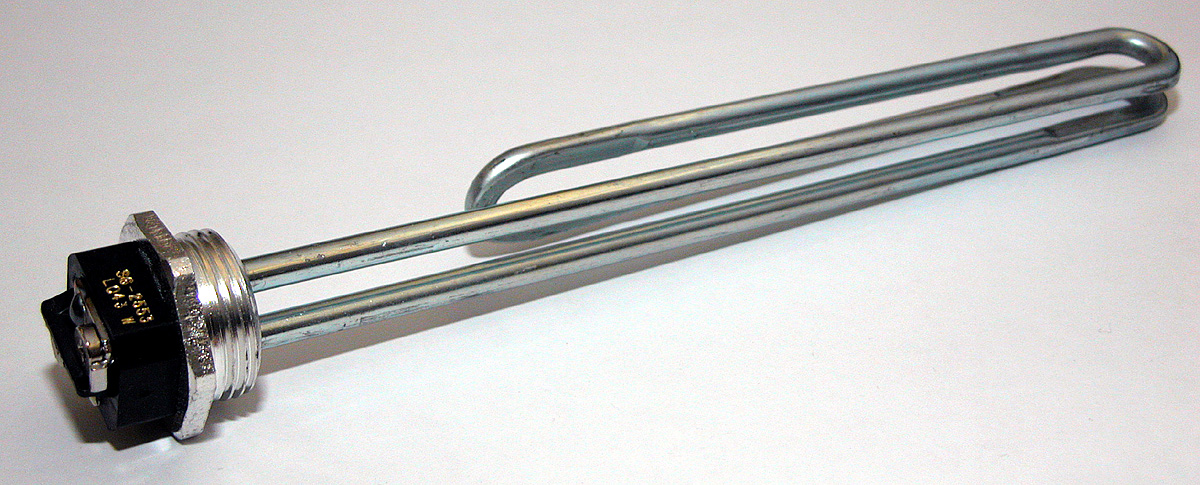
Resistència escalfadora de coure cromat per immersió.

Els aliatges calefactors són aliatges de dos o més metalls que tenen una resistència elèctrica específica relativament alta i una baixa tendència a oxidar-se.
La seva finalitat és convertir l'energia elèctrica en calor.
Mitjançant l'aliatge, les propietats positives dels metalls individuals s'utilitzen per adaptar-los al seu ús previst com resistència calefactora.

## Funció i formes d'aplicació
Quan flueix corrent elèctric, un conductor calefactor es converteix en un emisor d'escalfor com a conseqüència de la seva resistència elèctrica, que genera calor a l'interior.
La calor generada és proporcional al quadrat del corrent i proporcional al quadrat de la tensió elèctrica aplicada a un element calefactor donat.
Les resistències calefactores són conductors enrotllats en forma d'hèlix que s'utilitzen en elements calefactors (fogues, escalfadors, calderes). Els conductors calefactors sovint s'insereixen o incrusten en motllures ceràmiques protectores o tubs de quars . La micanita també serveix com a suport.

## Requisits i exemples
Els materials emprats com conductors calefactors són principalment aliatges. No obstant això, per a temperatures especialment elevades, s'utilitza carbur de silici, disiliur de molibdè, platí i -en absència d'oxigen – s'utilitzen grafit i tungstè. També s'utilitza fil de tungstè pur per escalfar els càtodes dels tubs electrònics.
El material no s'ha de fondre quan s'escalfa i ha de ser resistent a la corrosió fins i tot després d'escalfaments i refredaments repetits. L'objectiu també és una alta resistència a la temperatura de funcionament i una baixa tendència a la recristal·lització.
Per poder utilitzar conductors d'escalfament curts i gruixuts, és avantatjosa una alta resistència específica.
Les taules següents enumeren alguns paràmetres de metalls, aliatges i altres materials conductors calefactors utilitzats com a conductors calefactors sota els seus noms comercials.
| material                      | Resistència específica ρ (20 °C), en {\displaystyle \mathrm {\frac {\Omega \cdot mm^{2}}{m}} } | Conductivitat elèctrica ϰ, en {\displaystyle \mathrm {\frac {m}{\Omega \cdot mm^{2}}} } |
| ----------------------------- | ---------------------------------------------------------------------------------------------- | --------------------------------------------------------------------------------------- |
| Coure pur (per a comparació)  | 0,0172 0                                                                                       | .00                                                                                     |
| c.níquelat                    |                                                                                                | 14,6 0                                                                                  |
| c. cromat                     |                                                                                                | 0 6,7 0                                                                                 |
| Nickelina                     | 0,4 / 000 0,33 000                                                                             | 0 3,0 / 0 2,5 0                                                                         |
| Manganina                     | 0000,43                                                                                        |                                                                                         |
| Constantà                     | 000                                                                                            | 0 2.04                                                                                  |
| 30Mn 70Cu                     | 1,0 0000                                                                                       | 0 1,0 0                                                                                 |
| Nicrom (80 % Ni, 20 % Cr)     | 1,1 000                                                                                        | 0,9 0000                                                                                |
| Ferrocronina (NiCr15Fe)       | 1,03 0000                                                                                      |                                                                                         |
| Sicromal (X10CrAlSi13)        | 0,75 000                                                                                       |                                                                                         |
| Kanthal® A-1 (aliatge FeCrAl) | 1,45 000                                                                                       | 0 0,69                                                                                  |
| manganès                      | 1.44                                                                                           | 0 0,69                                                                                  |
| grafit                        | 13,8 …40                                                                                       | 0 0,025…0,073                                                                           |

L'anàlisi de la taula mostra que en aliar níquel i zinc, la resistència elèctrica específica augmenta 28 vegades en comparació amb el coure pur i níquel . Si augmenta el contingut de zinc augmentant el níquel i només es substitueix l'1% de manganès (constantà) la resistència específica augmenta 30 vegades en comparació amb el coure.
La llista també mostra que la presència de ferro, crom i alumini en els aliatges ("Kanthal") augmenta significativament la resistència en comparació amb els basats en coure-níquel.
La Niquel·lina amb 0,4 {\displaystyle \mathrm {\frac {\Omega \cdot mm^{2}}{m}} }
L'aliatge Kanthal® A-1 (FeCr22Al6) amb 1,45 {\displaystyle \mathrm {\frac {\Omega \cdot mm^{2}}{m}} } .
El desenvolupament d'aliatges aptes com a conductors calefactors es remunta a principis del segle xx i fins i tot més enrere. Després que Thomas Alva Edison inventés la bombeta, es van buscar materials que fossin més duradors que un filament de carboni i poguessin suportar temperatures molt elevades. Els aliatges d'osmi i iridi, més tard d'osmi i tungstè (marca Osram), van oferir una solució. Tungstè disponible en abundància (de wolframita) amb el seu punt de fusió F = 3380 °C va substituir l'osmi i l'iridi (marca Tungsram).

### Aliatges de níquel-coure
Els primers fil de resistència es van fer de Nickelin, un aliatge de coure, níquel i manganès amb una alta resistivitat i un coeficient d'expansió tèrmica molt baix. Típic del gènere és "Isabellin", que porta el nom del líder del mercat. Això també s'aplica als aliatges de coure i manganès amb addicions no només d'alumini, sinó també d'altres elements, que es coneixen col·lectivament com a aliatges Heusler . Relacionats amb ells hi ha aliatges molt resistents a la corrosió amb un alt contingut en níquel, com el Constantà estandarditzat amb un 56 % de coure i un 44 % de níquel, màxim un 1 % de manganès. Els aliatges de conductors calefactors eficients també són sistemes de dos materials fets de níquel i <20 % de crom.
Els aliatges de níquel-coure com a materials calefactors estan estandarditzats a la norma DIN 17471. CuNi44 s'utilitza per escalfar resistències en forma de cable. Els aliatges estan estandarditzats com a materials continguts sota la norma DIN 17664. El rang d'aplicació està entre 500 i 600 °C, es fonen a 1230-1290 °C, per tant, no es pot utilitzar en metal·lúrgia ferrosa, fins i tot en algunes àrees de metalls pesants.

### Acers cromats
Acers al crom ferrític amb fins un 5% d'alumini es pot aliar per formar una capa d'òxid inhibidor de la corrosió. Tenen un alt punt de fusió des d'un 5 % fins un 2,5-3 % d'addició reduïda d'alumini, o de fins un 0,3 % ittri, hafni i zirconi.
Els aliatges són, p. B. CrAl 25 5, és a dir, un 5 % i un 70 % ferro, així com CrAl 20 5 amb un 75 % ferro. L'augment del contingut de ferro provoca estats microestructurals austenítics i ferrítics amb una resistència a la temperatura i una vida útil corresponents. Tots els aliatges que contenen alumini es caracteritzen per una capa protectora resistent a la temperatura feta d'òxid alfa d'alumini (corindó) que es forma durant l'ús.

### Aliatges de níquel-crom
La cromina es pot trobar a la literatura des de 1955 com un aliatge no estàndard "per a la producció de resistències per a calefactores elèctrics". Conté un 83-84 % níquel, equilibri crom. Chromel A i Chromel B estan estretament relacionats. Chromel C, en canvi, és un aliatge de tres components amb un 25 % ferro, un 11 % crom, equilibri níquel. Tots s'utilitzen per escalfar resistències. Chromel P conté un 10 % de crom, la resta de níquel i s'utilitza juntament amb el fil d'Alumel com a termoparell (tipus K) fins a un màxim de 1100 °C (breument fins 1300 °C).
Els aliatges de conductors calefactors a base de níquel i crom normalitzats segons DIN 17470 són aliatges de dos components i de tres components amb el ferro com a factor determinant. L'estàndard inclou NiCr 80 20, NiCr 60 15 amb un 25 % ferro, NiCr 30 20 amb un 50 % ferro, així com CrNi 25 20 amb un 55 % ferro.

### Kanthal
Kanthal® és una marca comercial del grup Sandvik per a diversos productes calefactors elèctrics.
Kanthal era originalment un aliatge conductor calefactors amb una composició definida. Un aliatge de ferro, crom i alumini amb una resistència que aguanta fins a 1400 °C va ser desenvolupat per l'empresa del mateix nom el 1931. Més tard, la marca Kanthal també es va utilitzar per a aliatges de conductors calefactors a base de coure i níquel i també per a elements calefactors sòlids fets de carbur de silici (també conegut com Silit, Carborundum).

## Exemples d'aplicació
Per generar calor a partir del corrent elèctric, els conductors calefactors solen mantenir-se aïllats i sovint protegits addicionalment per un tub metàl·lic.
Electrodomèstics com fogons elèctrics de cuina, fogons, rentadores i rentavaixelles, bullidors, assecadors de cabells, escalfadors d'aigua, calderes d'aigua calenta, escalfadors de ventilació, soldadors o escalfadors d'immersió, etc. contenen conductors calefactors d'aliatge.
En la metal·lúrgia, els motlles de nucli escalfables (procés de caixa calenta per endurir la sorra de nucli lligada a resina sintètica) s'escalfen amb conductors calefactors; altres exemples inclouen forns de fusió de gresol escalfats per resistència o forns per a la fusió elèctrica que es fan servir per amantenir les masses foses calentes i temperar lingots premsats i laminats per processar-los. en productes semielaborats .